# Circus Maximus (группа)
Circus Maximus — норвежская прогрессив-метал-группа. Основана в городе Осло в 2000 году. Звучание и стиль коллектива часто напоминает музыку американской группы Dream Theater. На сегодняшний момент имеют в своем активе 4 полноформатника. Дебютный альбом «The 1st Chapter» был выпущен в мае 2005 года.

## История
Группа была основана в 2000 году, когда клавишник Эспен Сторё и бас-гитарист Глен Мёллен пригласили музыкантов для создания проекта в стиле прогрессивного метала, который позже получил название Circus Maximus. Поначалу группа играла только кавер-версии на различных фестивалях и в клубах, накапливая опыт от проигранного материала таких групп, как Dream Theater и Symphony X. Но после записи двух демо-дисков европейский лейбл Frontiers Records заинтересовался мастерством их исполнения, оригинальностью звучания и предложил контракт.
В 2004 году группа начала работу над дебютным альбомом и уже в мае 2005 года записала полноформатный CD под названием «The 1st Chapter», который был выпущен под лейблом Frontiers Records. В том же году отправились в тур в поддержку альбома, где наряду с другими концертами выступили на фестивале ProgPower USA. Но через полгода, в ноябре 2005-го, клавишник и один из основателей группы Эспен Сторо заявил, что покидает коллектив по личным причинам. Спустя некоторое время его заменил Лассе Финбрётен. В начале 2006 года стал официальным участником группы.
В первой половине 2007 года Circus Maximus проводили время в студии, записывая свой второй студийный альбом. Новый CD под названием «Isolate» вышел 7-го августа 2007 года на том же лейбле. Альбом пользовался большим успехом. В тур в поддержку альбома были также включены различные фестивали Европы и США, такие как ProgPower USA, ProgPower Europe, ProgPower Scandinavia, Sweden Rock и MetalHear. Также в 2008 году коллектив выступал на «разогреве» у группы Symphony X в их турне в поддержку альбома «Paradise Lost».
18 ноября 2008 года группа опубликовала сообщение на своём сайте о том, что начинают пре-продакшн нового альбома «Nine», который планируют выпустить в 2010 под лейблом Frontiers Records. Но планы не реализовались вовремя, и дата релиза был отложена до 2012 года. Участники коллектива говорили, что альбом будет более мелодичным и ярким, чем два предыдущих. Официальный релиз в Европе состоялся на 1 июня 2012, а в США на 5 июня 2012 года. Тур в поддержку альбома начался с концерта в Осло (Норвегия), где сет-лист состоял в основном из композиций альбома «Nine». 14 сентября 2012 года было официально объявлено об участии коллектива на фестивале ProgPower USA XIV.
18 октября 2016 года был выпущен очередной студийный альбом Circus Maximus, под названием «Havoc».

## Состав

### Текущий состав
- Михаель Эриксен (норв. Michael Eriksen) — вокал
- Лассе Финбрётен[норв.] (норв. Lasse Finbråten) — клавишные
- Матс Хауген (норв. Mats Haugen) — гитара
- Трулс Хауген (норв. Truls Haugen) — ударные
- Глен Като Мёллен (норв. Glen Cato Møllen) — бас-гитара

### Бывшие участники
- Эспен Сторё (норв. Espen Storø) — клавишные (2000—2005)

## Дискография
- 2005 — The 1st Chapter[англ.]
- 2007 — Isolate
- 2012 — Nine[англ.]
- 2016 — Havoc